# Südliche Auffahrtsallee
Die Südliche Auffahrtsallee ist eine Innerortsstraße im Stadtbezirk Neuhausen-Nymphenburg (Nr. 9) von München.

## Verlauf

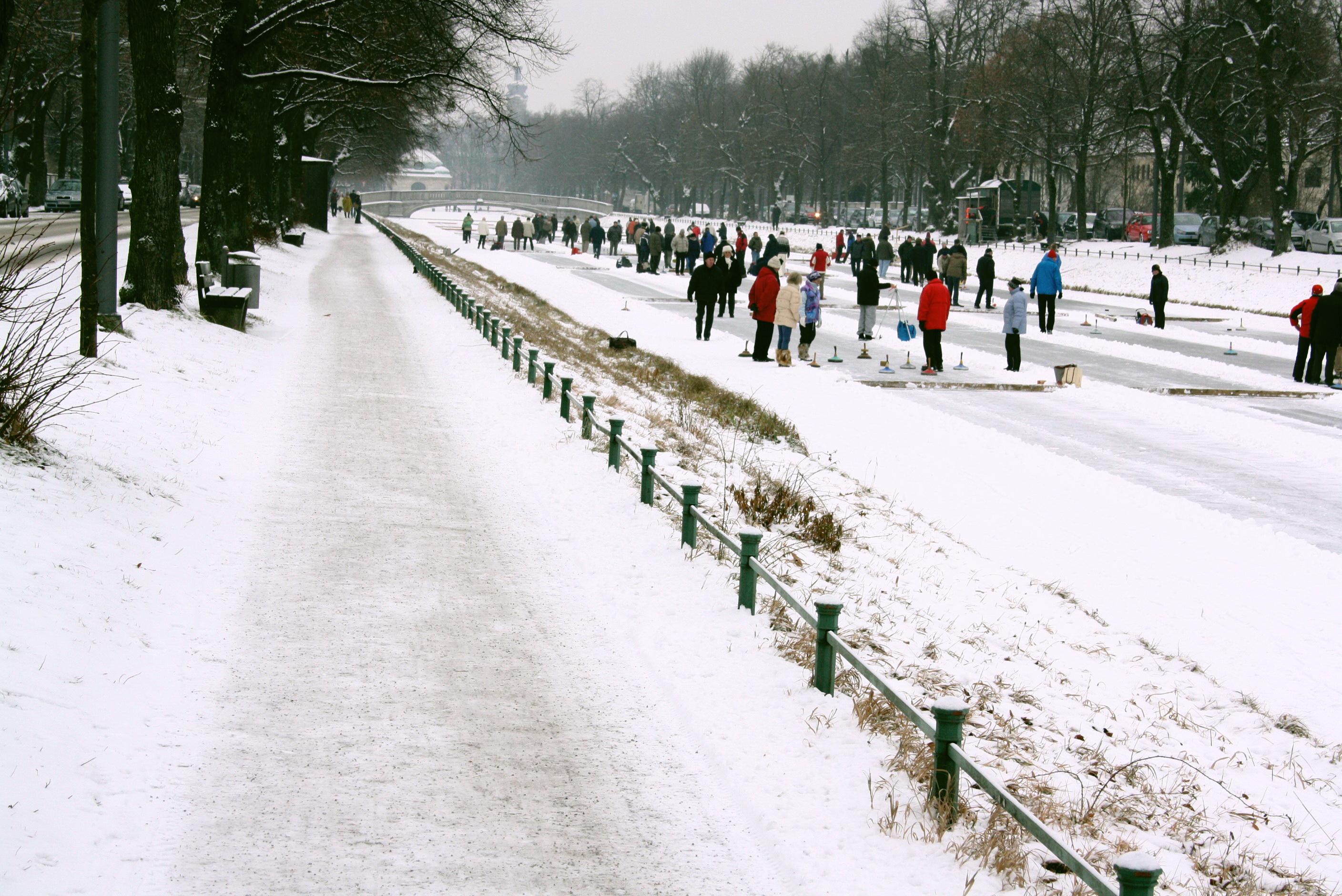
Eisstockschießen auf dem Kanal, rechts die Südliche Auffahrtsallee (Blick nach Osten)

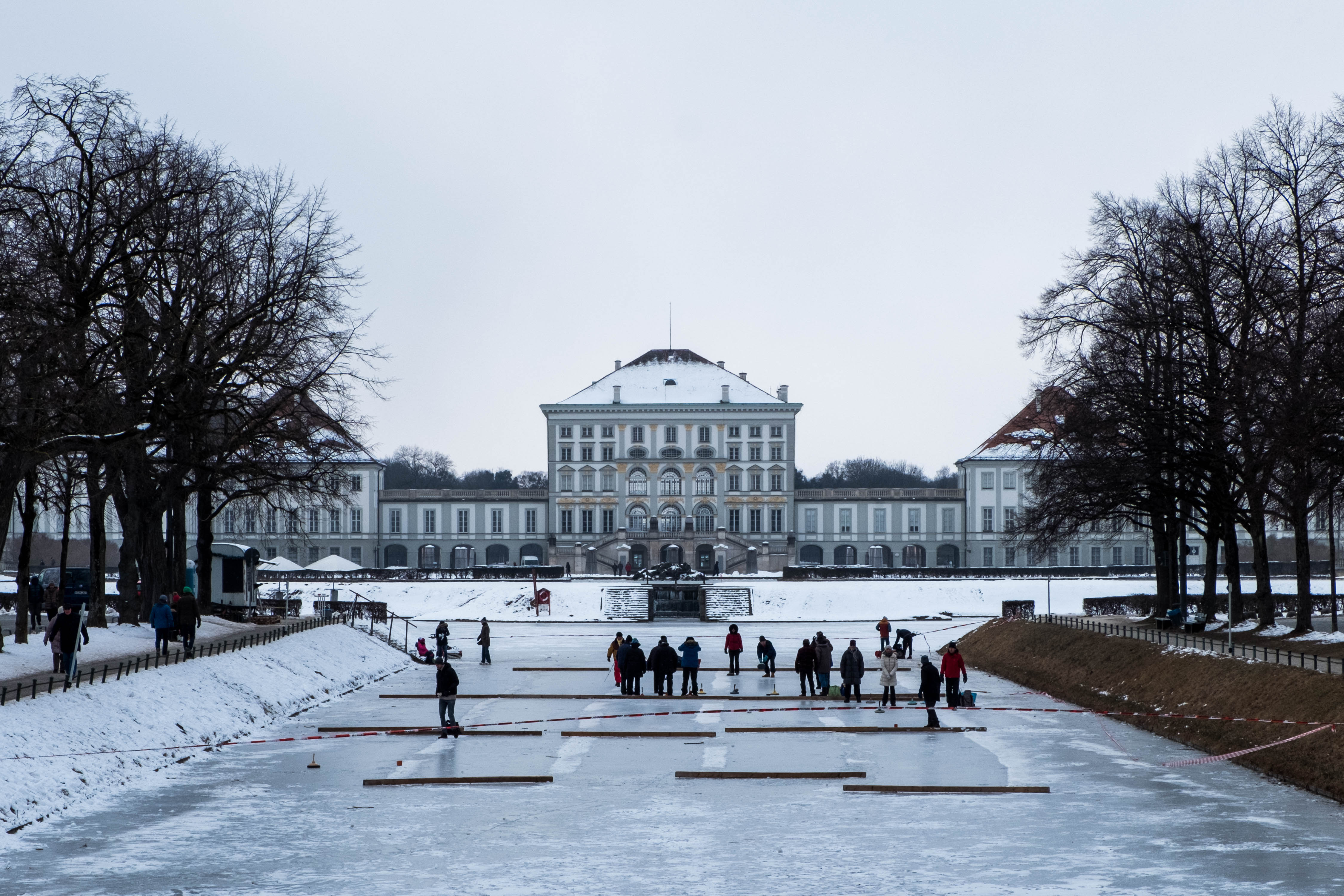
Eisstockschießen vor dem Nymphenburger Schloss, links das Ende der Südlichen Auffahrtsallee

Die Straße zweigt auf der Höhe des Waisenhauses von der Waisenhausstraße beim Hubertusbrunnen nach Westen ab, führt südlich am beckenartigen Ostende des Schlosskanals ("Kessel") und nördlich am Grünwaldpark entlang zur Einmündung der hier endenden Nymphenburger Straße. Den Schlosskanal überquert hier die Gerner Brücke. Gegenüber mündet die von Süden von der Arnulfstraße kommende Renatastraße ein. Die Südliche Auffahrtsallee folgt nach Westen dem Südufer des Schlosskanals; parallel hierzu folgt die Nördliche Auffahrtsallee dem Nordufer des Kanals, der im Winter gerne zum Eisstockschießen benutzt wird. Die Südliche Auffahrtsallee schließt dabei nördlich an die Villenkolonie Neuwittelsbach, ein geschütztes Ensemble (geschütztes Ensemble E 1-62-000-40) großbürgerlicher Villen an, in die die nach Süden abzweigenden Straßen Montenstraße, Hubertusstraße, Bernabeistraße, Ferdinand-Maria-Straße und Döllingerstraße jeweils zur parallel südlich verlaufenden Prinzenstraße und meist weiter zur Romanstraße führen. Die Allee kreuzt bei der den Kanal querenden Ludwig-Ferdinand-Brücke die Notburgastraße, eine wichtige Ein- und Ausfallstraße als Teil der Verbindung von der Innenstadt zur Bundesautobahn 8 (West), in der die Straßenbahnlinie 16 verläuft, und setzt sich nach Westen dem Kanal entlang bis zum Schlosspark Nymphenburg fort; am Bassin im Auffahrtsrondell geht es in das Südliche Schlossrondell über.

## Geschichte
Die Südliche wie die Nördliche Auffahrtsallee folgen dem erst unter Kurfürst Karl Albrecht, dem späteren Kaiser Karl VII. (HRR) in den Jahren 1728–30 angelegten Schlosskanal, der als Achse für eine geplante, aber nicht verwirklichte Karlstadt dienen sollte. Die Ludwig-Ferdinand-Brücke wurde 1892 errichtet, werden, die Gerner Brücke 1897.
Im Stadtplan von 1898 ist die Straße als Teil der Nymphenburger Straße verzeichnet.

## Öffentlicher Verkehr
Auf der Straße verkehren keine öffentlichen Verkehrsmittel. Die Erschließung erfolgt von der Nymphenburger Straße (Straßenbahnlinie 12, Haltestelle Neuhausen) und der Notburgastraße (Linie 16, Haltestelle Nymphenburg). Auch von der Romanstraße (Straßenbahnlinie 12, Haltestellen Renatastraße und Hubertusstraße) ist die Südliche Auffahrtsallee gut zu erreichen.

## Namensgeber
Die Straße ist nach ihrer Lage auf der Südseite des Schlosskanals benannt.

## Denkmalgeschützte Häuser
- Nr. 58: dreigeschossiges Mietshaus, deutsche Renaissance, 1898 von Joh. Probst (Denkmalliste D-1-62-000-6725)
- Nr. 60: Wohnhaus, zweigeschossiger barocker Walmdachbau mit Mittelrisalit und Putzgliederung, 18. Jahrhundert (Denkmalliste D-1-62-000-6726)
- Nr. 62: dreigeschossiges Mietshaus, neubarock, um 1900; samt Jugendstil-Gitterzaun (Denkmalliste D-1-62-000-6727)
- Nr. 66: Wohnhaus, zweigeschossiger barocker Walmdachbau mit Stuckgliederung, 18. Jahrhundert (Denkmalliste D-1-62-000-6728)
- Nr. 72: Mietshaus, barockisierend, um 1910; Gruppe mit Nr. 73 (Denkmalliste D-1-62-000-6729)
- Nr. 73: Mietshaus, barockisierend, um 1910; Gruppe mit Nr. 72 (Denkmalliste D-1-62-000-6730)
- Nr. 77: Wohnhaus, zweigeschossiges barockes Eckhaus mit Mansarddachwalmdach, wohl 18. Jahrhundert (Denkmalliste D-1-62-000-6731)
- Nr. 78: zweigeschossiges Wohnhaus, historisierender Satteldachbau mit Kastengesims, 20. Jahrhundert (Denkmalliste D-1-62-000-6732)
- Nr. 83: zweigeschossiges Satteldachhaus, 1. Hälfte 19. Jahrhundert; ehemals Haus des Bürgermeisters von Nymphenburg (Denkmalliste D-1-62-000-6735)

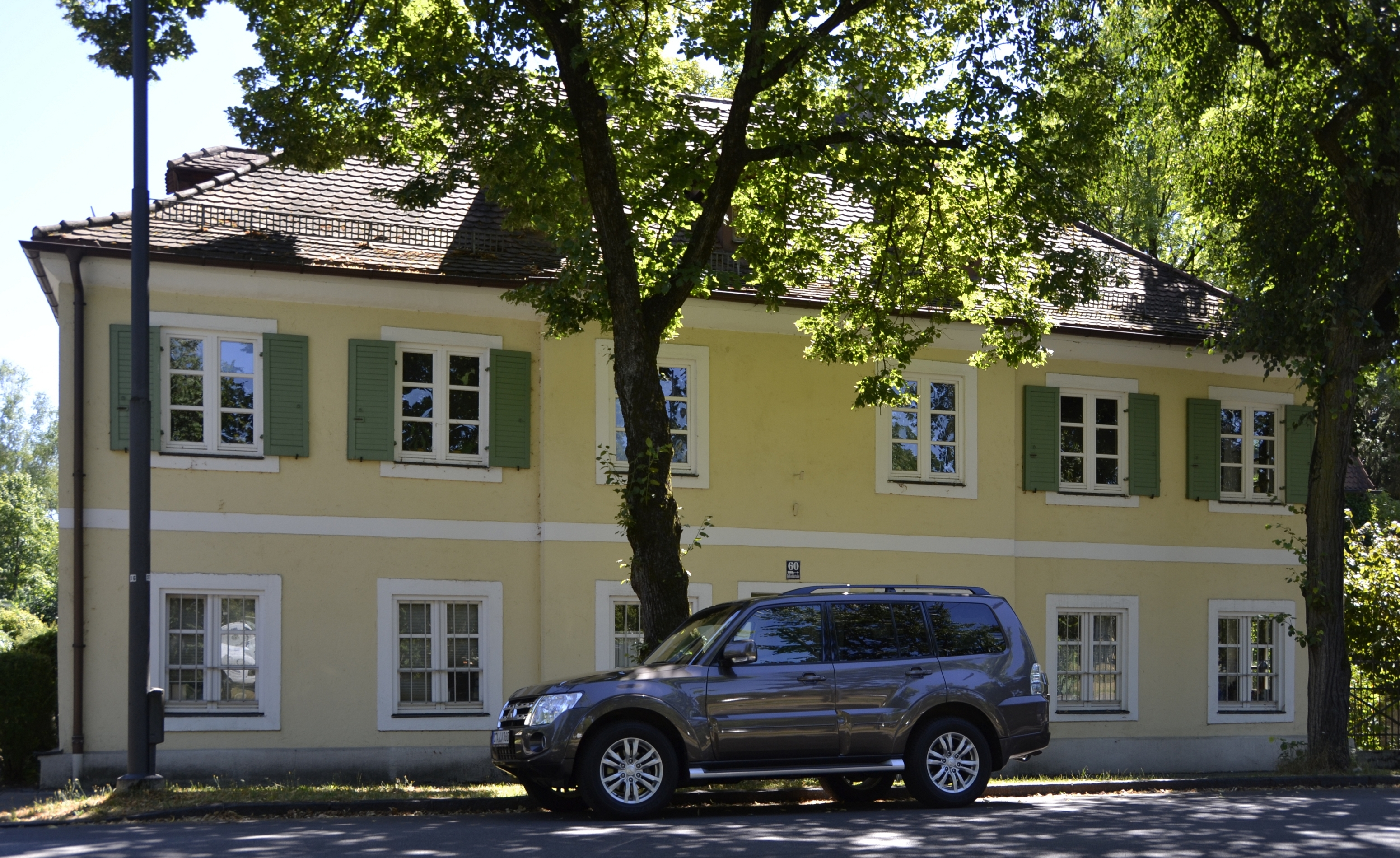
Südliche Auffahrtsallee 60
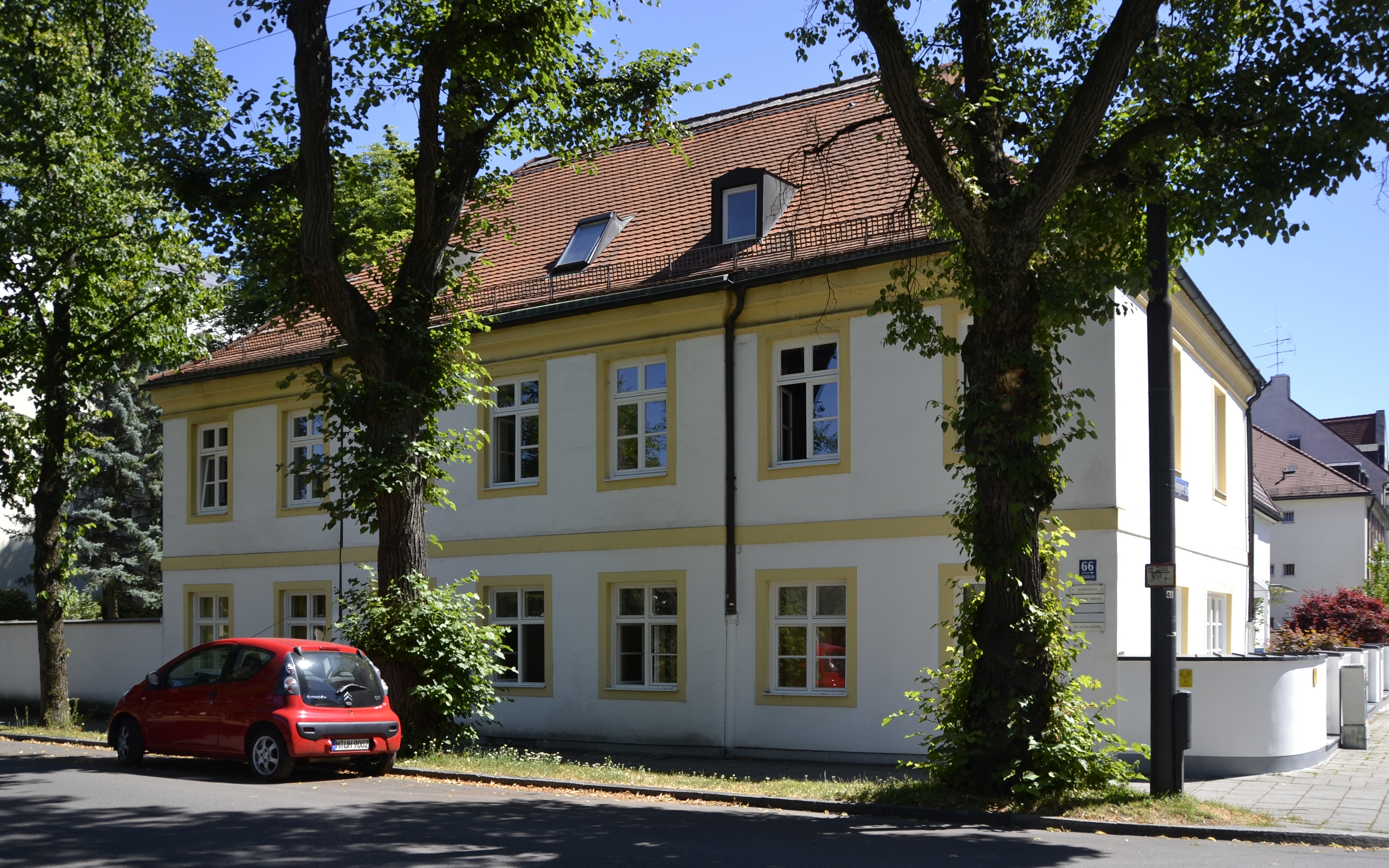
Südliche Auffahrtsallee 66
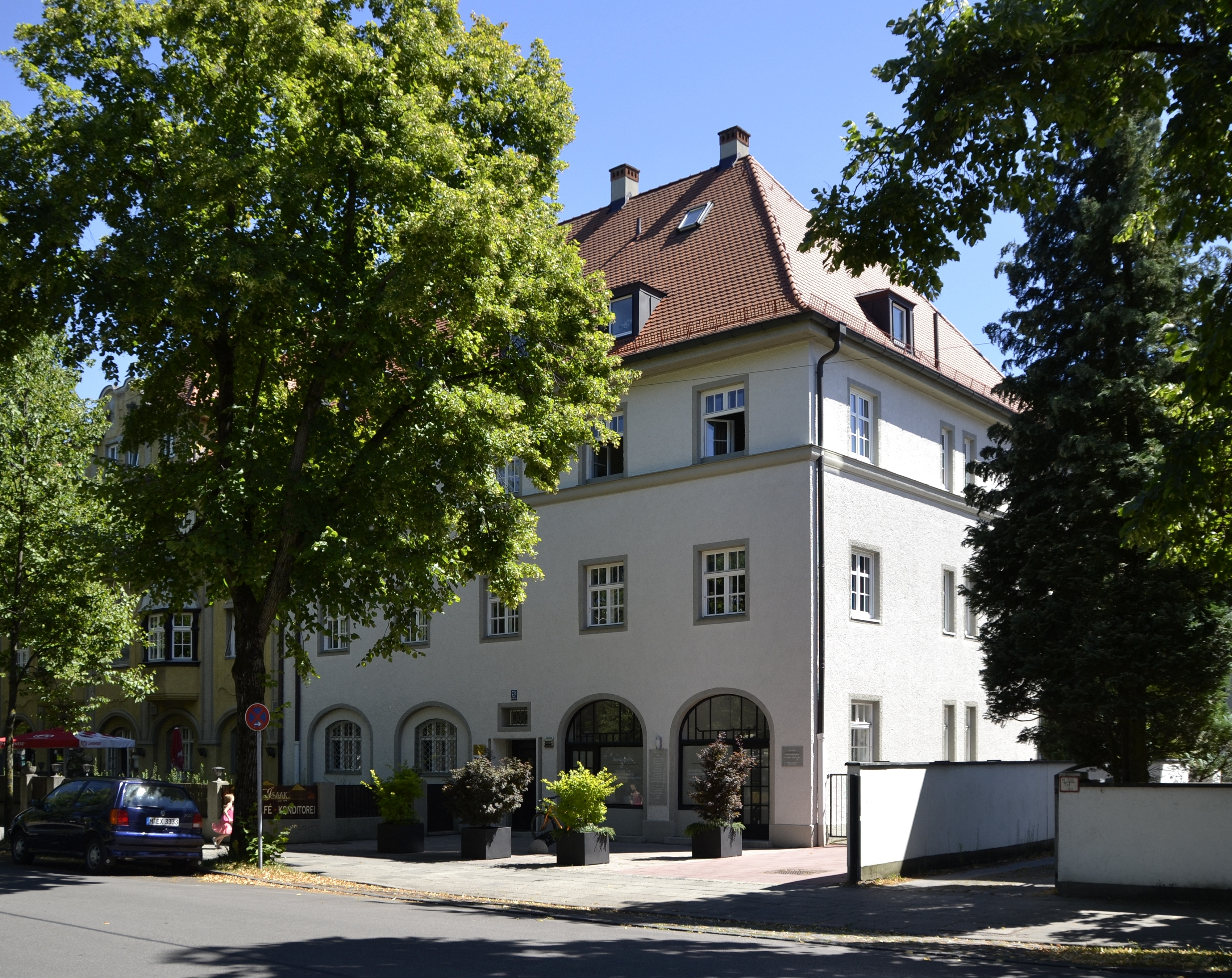
Südliche Auffahrtsallee 73
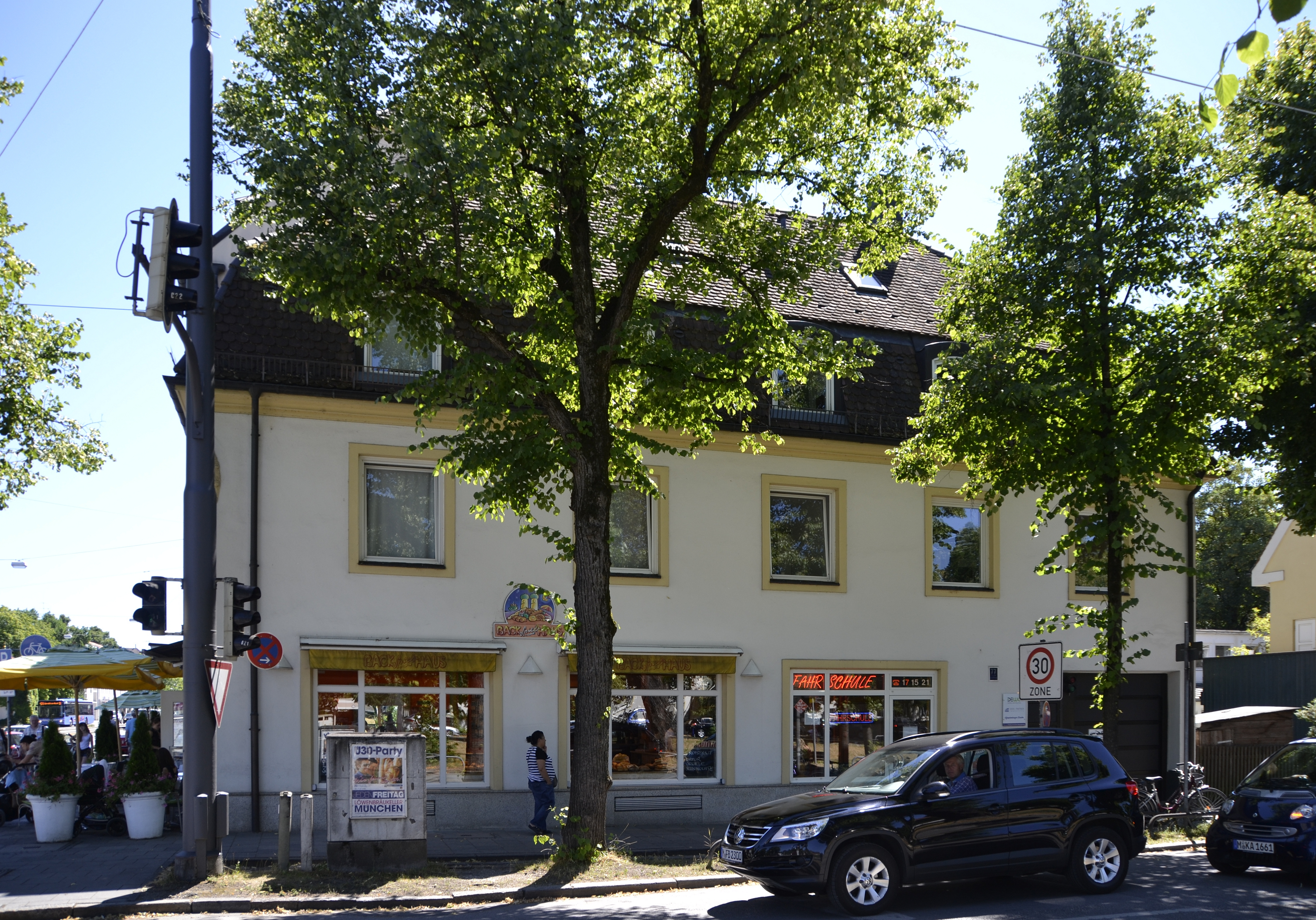
Südliche Auffahrtsallee 77
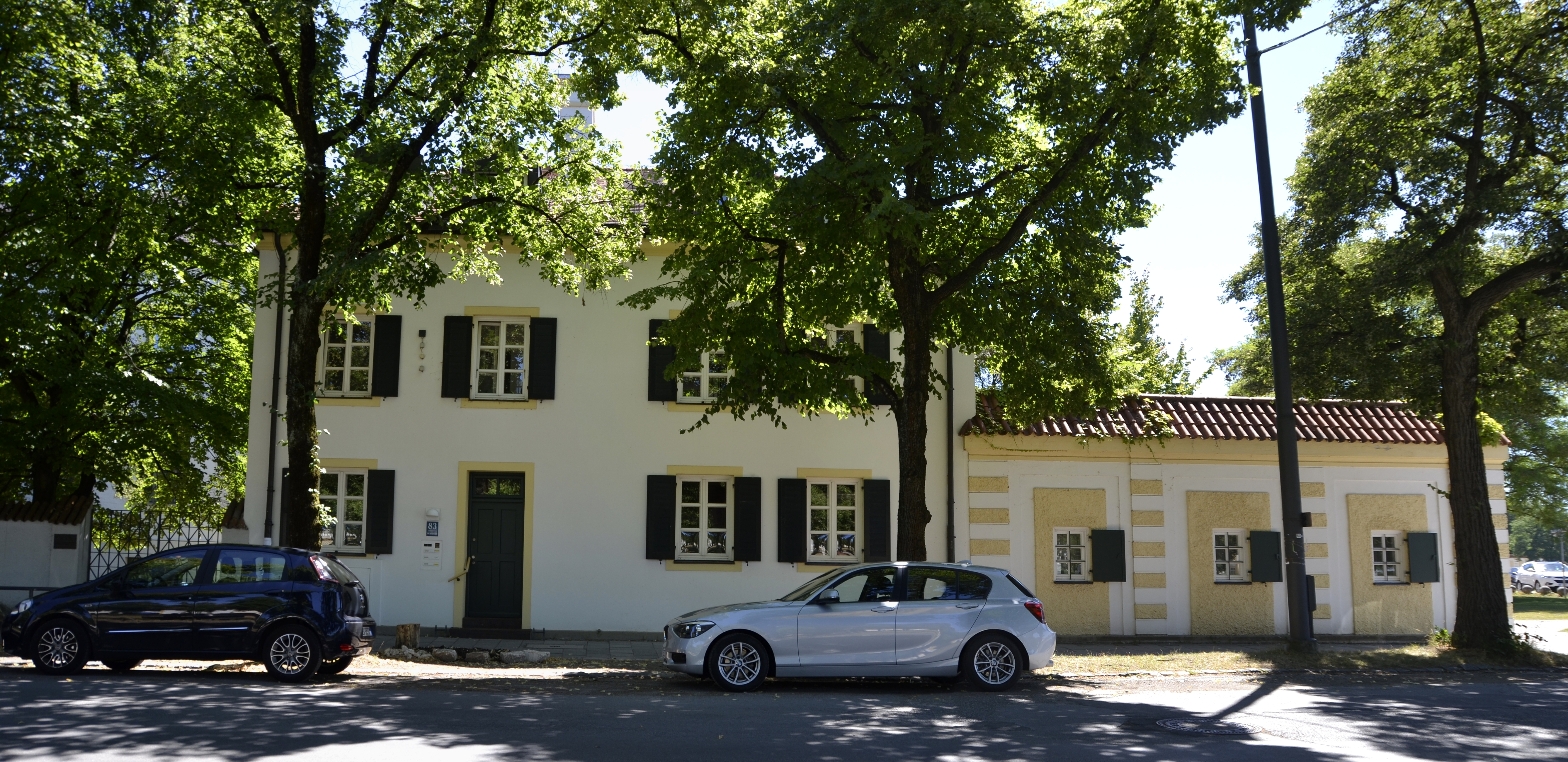
Südliche Auffahrtsallee 83

## Bildungseinrichtung

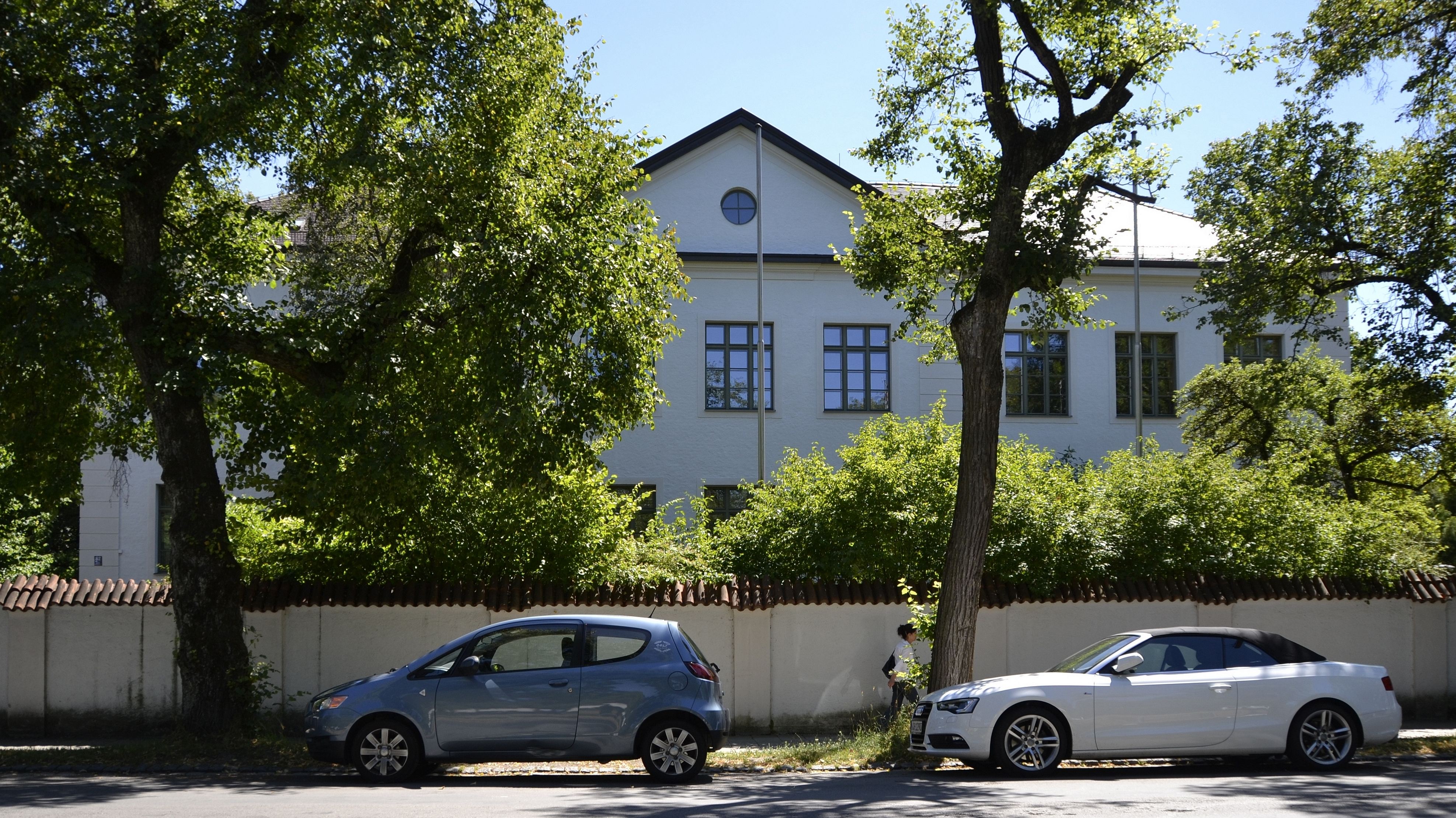
Grundschule

- Nr. 82: Grundschule (früher: Volksschule) an der Südlichen Auffahrtsallee, erbaut 1898, 1909 barockisierend im Stil des Schloss-Ensembles von Nymphenburg umgestaltet (Denkmalliste D-62-000-6733)

## Bekannte Bewohner
- Adalbert von Bayern (1886–1970) und Maria del Pilar von Bayern (1891–1987), Malerin, Nr. 83[2]